# 윤주경
윤주경(尹柱卿 1959년 5월 3일~)은 대한민국의 21대 국회의원이다. 제10대 독립기념관장과 국민대통합위원회 부위원장을 역임했다. 본관은 파평(坡平)이며 독립운동가인 윤봉길 의사의 장손녀이다. 제21대 국회 국방위원회 위원이다.

## 학력
- 창덕여자고등학교 졸업
- 이화여자대학교 화학과 학사
- 이화여자대학교 대학원 화학과 이학 석사

## 경력
- 2004.03~2004.04 제17대 국회의원 선거 열린우리당 선거대책위원회 양심건국위원회 부단장
- 2007.04~2012.03 사단법인 매헌 윤봉길 기념사업회회 이사장
- 2007.11~2007.12 제17대 대통령 선거 대통합민주신당 정동영 대통령 후보 선거대책위원회 위원
- 2008.10~2011.10 독립기념관 이사
- 2011.02~2020.04 사답법인 매헌 윤봉길 월진회 이사장
- 대지 재단 이사장
- 2012.11~2012.12 제18대 대통령 선거 새누리당 박근혜 대통령 후보 중앙선거대책위원회 100% 대한민국대통합위원회 부위원장
- 2013.01~2013.02 제18대 대통령직인수위원회 산하 대한민국대통합위원회 부위원장[2]
- 2013.07~2015.07 국민대통합위원회 위촉위원
- 2014.09~2017 제10대 독립기념관 관장
- 자유한국당 당무위원 겸 국가보훈행정특보위원
- 미래통합당 당무위원
- 2020년 4월 15일: 제21대 국회의원 선거 당선(비례대표, 미래한국당, 초선)
- 2020.05~2024.05: 제21대 국회의원(비례대표, 미래한국당→미래통합당→국민의힘, 초선)
  - 2020.07~2021.05: 제21대 국회 전반기 국방위원회 위원
  - 2020.07~2021.05: 제21대 국회 전반기 예산결산특별위원회 위원
  - 2020.07~2024.05: 국회 글로벌외교안보포럼 구성의원
  - 2021.05~2022.05: 제21대 국회 전반기 정무위원회 위원
  - 제21대 국회 전반기 정무위원회 법안심사제1소위원회 위원
  - 제21대 국회 전반기 정무위원회 청원심사소위원회 위원
  - 2022.07 ~2024.05: 제21대 국회 후반기 정무위원회 위원
    - 제21대 국회 후반기 정무위원회 법안심사제1소위원회 위원

  - 2022.07~2022.07: 제21대 국회 후반기 예산결산특별위원회 위원
  - 국회 해양수산포럼 구성의원
- 2020.06~2020.09: 미래통합당 정강정책개정특별위원회 미래와의 동행 분과위원회 위원
- 2020.09: 국민의힘 정강정책개정특별위원회 미래와의 동행 분과위원회 위원
- 2021.03~2021.04: 2021년 재보궐선거 국민의힘 서울특별시장 보궐선거 선거대책위원회 여성본부장
- 2021.05~2021.06: 국민의힘 전당대회 선거관리위원회 위원
- 2021.07: 국민의힘 천안함 생존 장병 및 유가족 지원 TF 위원
- 2021.08~2021.11: 제20대 대통령 선거 국민의힘 윤석열 대통령 경선후보 국민캠프 국가정체성회복특별위원회 위원장
- 2021.10~2022.03: 국민의힘 이재명비리 국민검증 특별위원회 위원
- 2021.11~2022.01: 제20대 대통령 선거 국민의힘 윤석열 대통령 후보 선거대책위원회 대통령 후보 직속 위원회 약자와의동행위원회 위원
- 2021.12~2022.01: 제20대 대통령 선거 국민의힘 윤석열 대통령 후보 선거대책위원회 직능총괄본부 국가보훈지원본부장
- 2022.01~2022.03: 제20대 대통령 선거 국민의힘 윤석열 대통령 후보 선거대책본부 대통령 후보 직속 위원회 약자와의동행위원회 위원
- 2022.01~2022.03: 제20대 대통령 선거 국민의힘 윤석열 대통령 후보 선거대책본부 직능본부 국가보훈지원본부장
- 2022.06: 국민의힘 반도체산업 경쟁력 강화 특별위원회 위원
- 2023.07: 국민의힘 약자와의동행위원회 교육문화분과 위원
- 2023.10~2024.05: 전쟁기념사업회 정책자문위원회 선임자문위원
- 2025.01~: 제16대 FITI시험연구원 원장

## 가족 관계
- 조부: 윤봉길 - 독립운동가
  - 아버지: 윤종 - 대한민국 농림부 공무원

## 역대 선거 결과
| 실시년도 | 선거   | 대수 | 직책     | 선거구   | 정당       | 득표수       | 득표율          | 순위         | 당락 | 비고 |
| -------- | ------ | ---- | -------- | -------- | ---------- | ------------ | --------------- | ------------ | ---- | ---- |
| 2020년   | 총선   | 21대 | 국회의원 | 비례대표 | 미래한국당 | 9,441,520 표 | \| \| 33.84% \| | 비례대표 1번 |      | 초선 |
|          | 33.84% |      |          |          |            |              |                 |              |      |      |

## 소속 정당
| 소속 정당 | 소속 정당      | 소속 기간 | 비고      |
| --------- | -------------- | --------- | --------- |
|           | 열린우리당     | 2004~2007 | 정계 입문 |
|           | 대통합민주신당 | 2007~2008 | 합당      |
|           | 무소속         | 2008~2012 | 탈당      |
|           | 새누리당       | 2012~2017 | 입당      |
|           | 자유한국당     | 2017~2020 | 당명 변경 |
|           | 미래통합당     | 2020      | 합당      |
|           | 무소속         | 2020      | 탈당      |
|           | 미래한국당     | 2020      | 입당      |
|           | 미래통합당     | 2020      | 합당      |
|           | 국민의힘       | 2020~현재 | 당명 변경 |

## 같이 보기
- 대한민국 제21대 국회의원 선거 미래한국당 후보 목록#비례대표